# Windhoek Lager

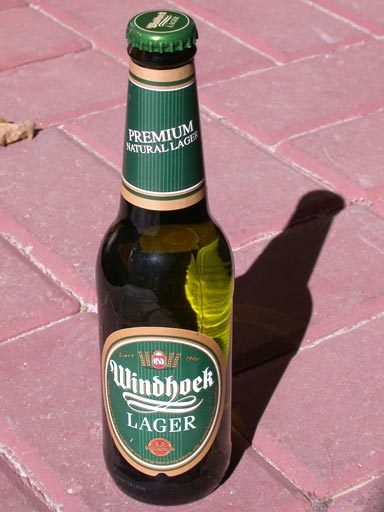
Windhoek Lager

Windhoek Lager ist ein von der namibischen Brauerei Namibia Breweries seit 1920 nach dem deutschen Reinheitsgebot gebrautes Bier, das vor allem in Namibia und Südafrika weit verbreitet ist. Es wurde mehrmals mit dem DLG-Gütesiegel ausgezeichnet.
Seit Ende 2009 wird Windhoek Lager auch in anderen Ländern aktiv vermarktet, so zum Beispiel in Kenia, Kamerun, Uganda und Großbritannien. Der Bau einer eigenen Brauerei ist in England geplant.
Windhoek Lager gewann seit 2005 diverse Auszeichnungen in Gold und Silber der Deutschen Landwirtschafts-Gesellschaft (DLG).

340 ml Flasche mit altem Logo, um 1985
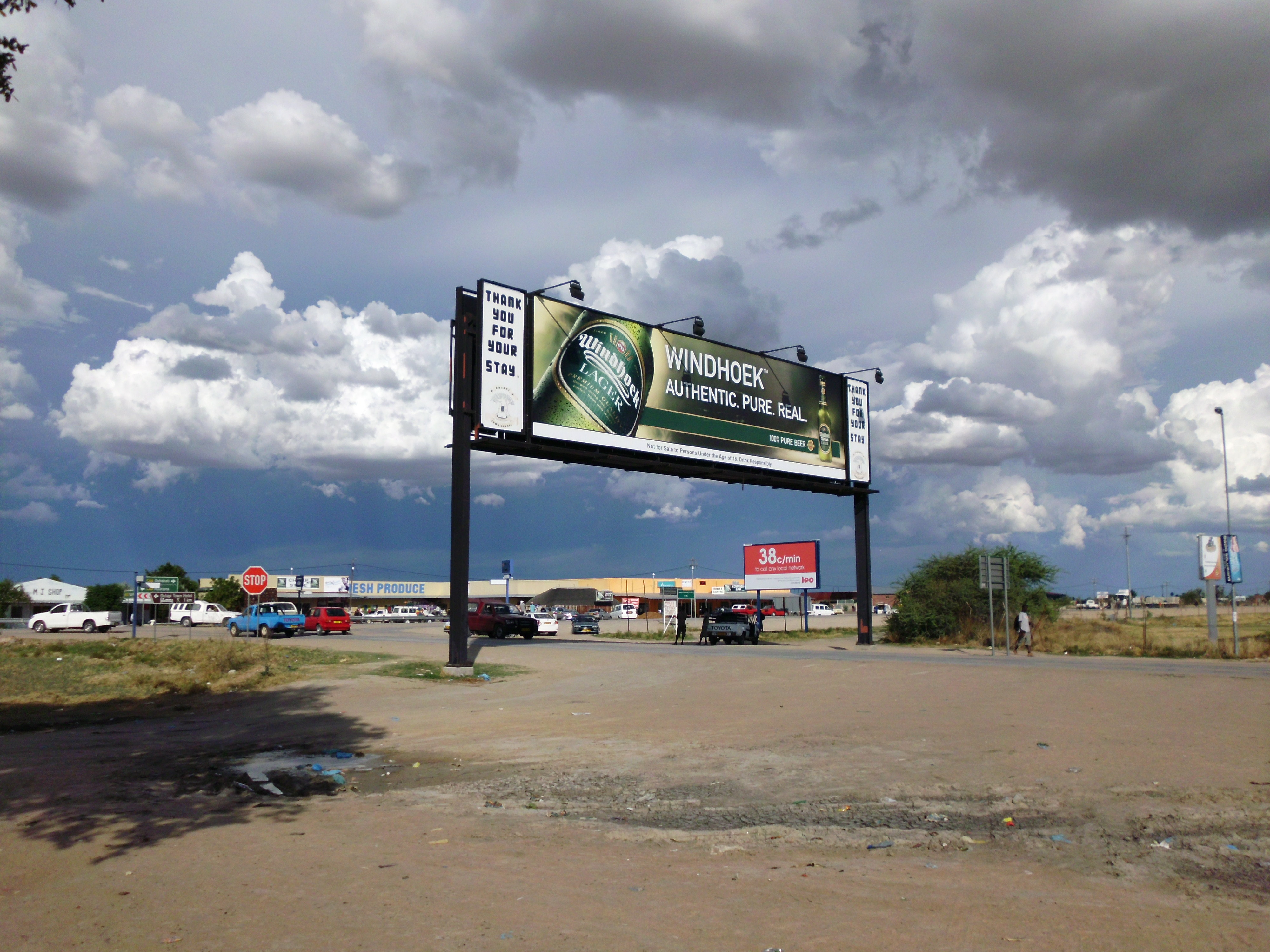
Straßenüberspannendes Reklameschild für Windhoek Lager in Outapi (2011)
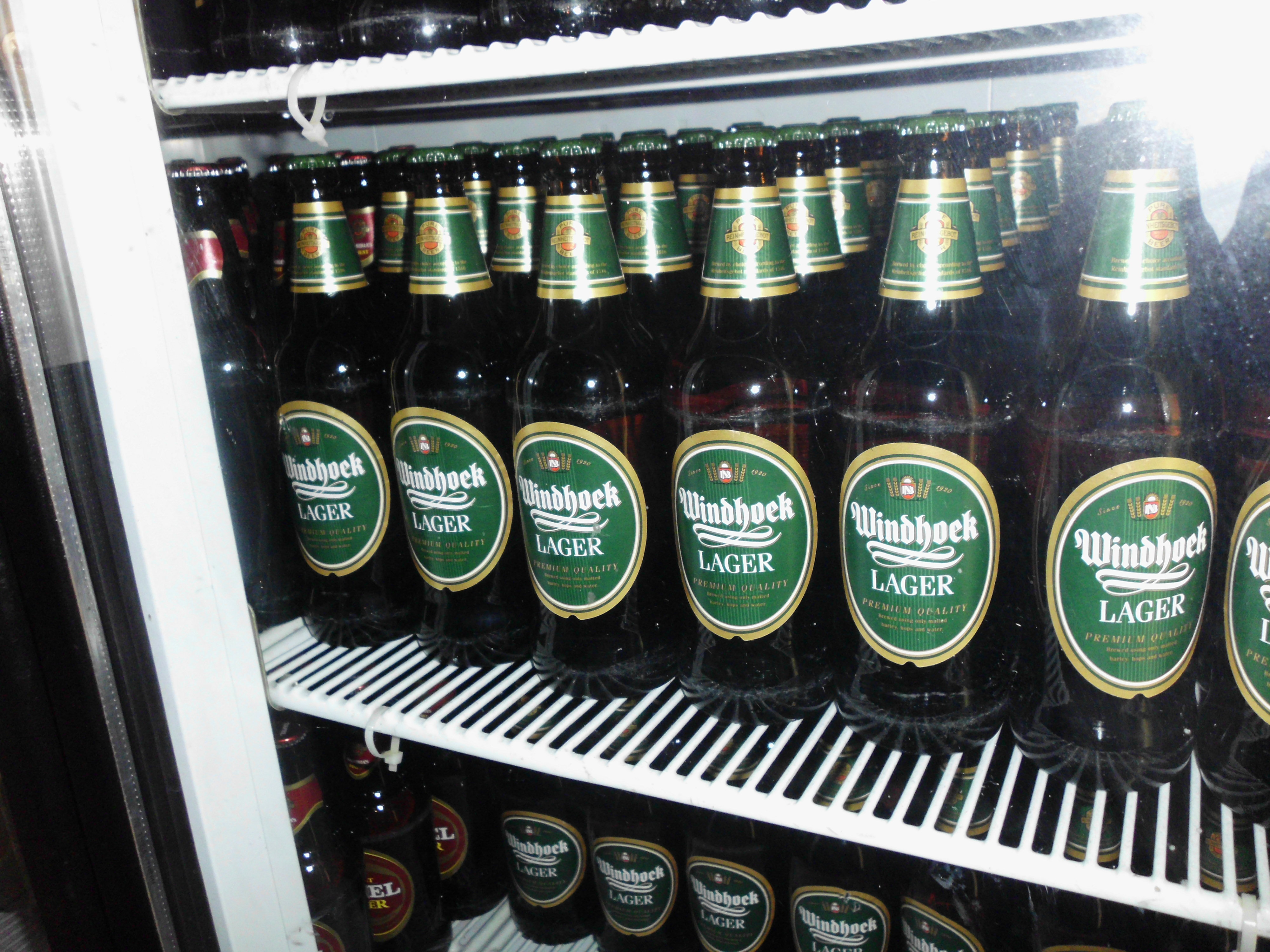
Windhoek Lager im Kühlschrank einer Shebeen in Grootfontein (2011)